# 타격기
타격기(打擊技)는 격투기에서 자신의 몸의 일부를 상대의 몸에 부딪히는 것으로 데미지를 주는 기술의 총칭이다.

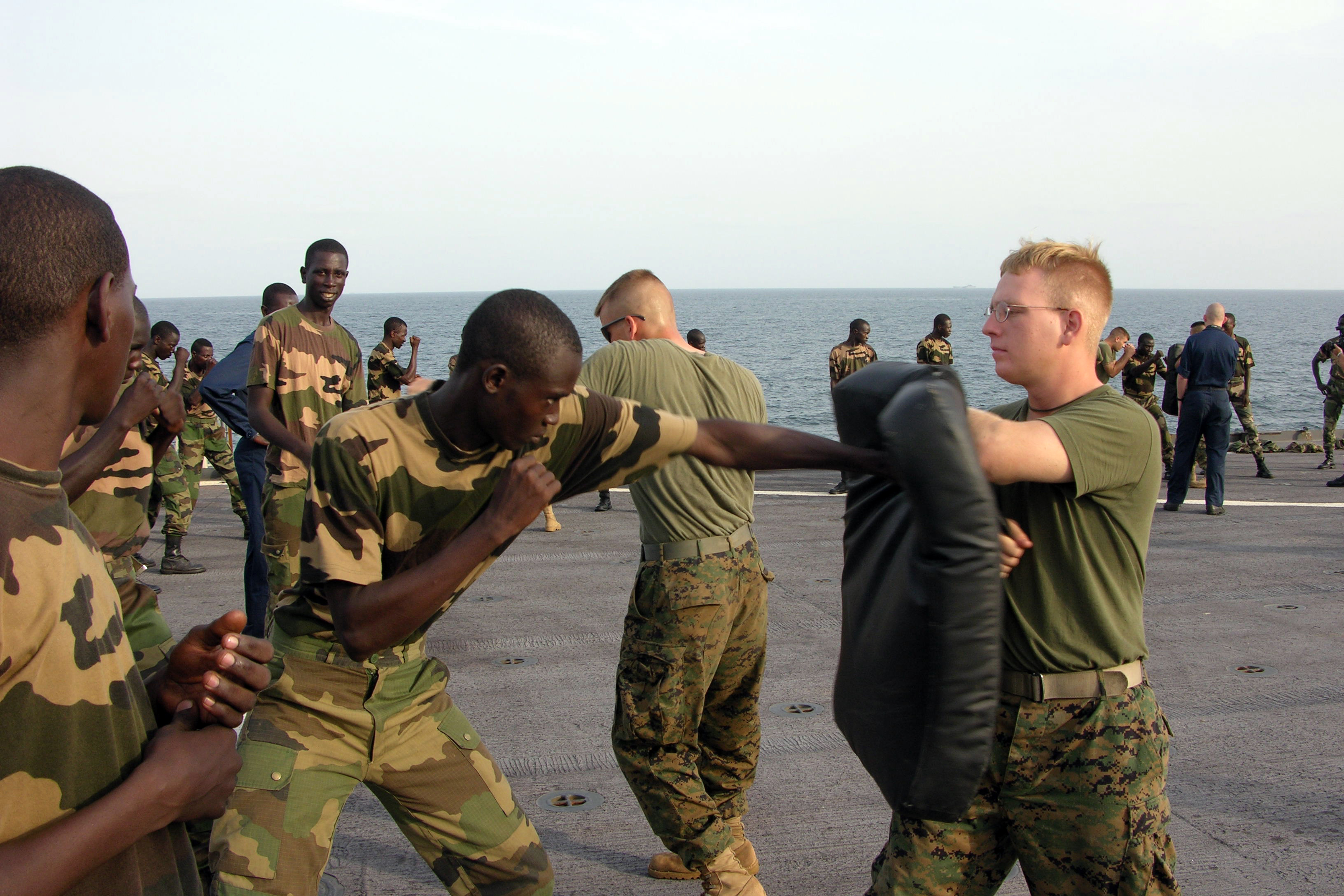

다양한 종류의 타격기가 있으며, 주먹을 쥐고 손으로 치는 것을 펀치라고 하고 다리나 발로 치는 것을 킥이라고 하며 머리로 치는 것을 박치기라고 한다. 무술과 전투 스포츠에 사용되는 다른 변형된 종류도 있다.
"버핏" 또는 "비트"는 상대방을 반복적으로 격렬하게 때리는 것을 말한다. 이것은 특히 복싱이나 격투 비디오 게임에서 일반적으로 조합 또는 콤보라고도한다.

## 같이 보기
- 샌드백